# Arašídový olej

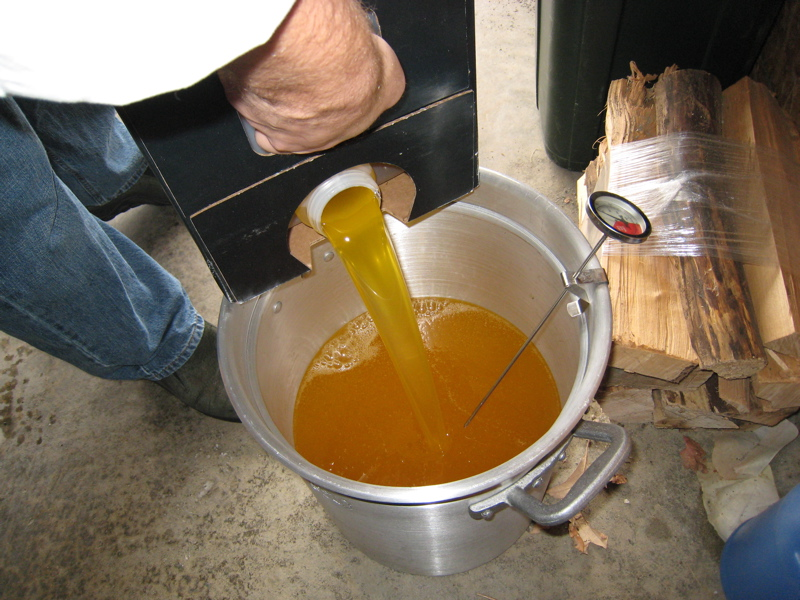
Arašídový olej

Arašídový olej, také známý jako podzemnicový olej, je rostlinný olej získaný z arašídů. Olej má obvykle mírnou nebo neutrální chuť, ale pokud je vyroben z pražených arašídů, má silnější arašídovou chuť a vůni. Často se používá v americké, čínské, indické, africké kuchyni a v kuchyni jihovýchodní Asie, a to jak pro běžné vaření, tak pro dochucování pokrmů. Arašídový olej má ve srovnání s mnoha jinými kuchyňskými oleji vysoký bod zakouření, proto se běžně používá na smažení.

## Dějiny a produkce
Kvůli válečnému nedostatku jiných olejů se ve Spojených státech během druhé světové války zvýšila spotřeba snadno dostupného arašídového oleje.
V roce 2021 činila světová produkce arašídového oleje (uváděného jako podzemnicový olej) 4,75 milionu tun, přičemž 39 % světové produkce připadlo na Čínu.

## Extrakce
Po sklizni je nutné arašídy usušit, což trvá přibližně dva až čtyři týdny, aby se v nich snížil obsah vody z přibližně 40 % na 5 až 7 %. Arašídy, které po sušení obsahují přibližně 45 % tuku, se poté oloupou. To se obvykle provádí pomocí kotoučových mlýnů nebo vroubkovaných válců. Pro extrakci oleje ze semen je nutné je pročistit přes síta, rozdrtit na válcových mlýnech a lisovat za studena. Pokud se mají pokrutiny, které by jinak zůstaly v lisovacím zařízení, extrahovat n-hexanem, pak se použitý n-hexan následně z extraktu destiluje, čímž se získá arašídový olej nižší kvality ve srovnání s olejem získaným lisováním za studena.
Je třeba zásadně rozlišovat mezi různými kvalitami arašídového oleje. Za studena lisovaný olej je považován za nejpřirozenější a má nejintenzivnější chuť. Většina arašídového oleje na trhu je rafinovaná, aby se dosáhlo definované a jednotné kvality. Tím se také odstraňují rušivé doprovodné látky (například aflatoxiny) a látky znečišťující životní prostředí (například těžké kovy, pesticidy), které jsou v arašídovém oleji nežádoucí.
Rafinovaný arašídový olej (Arachidis oleum raffinatum) je popsán v evropském lékopise. Tato monografie specifikuje kvalitu/čistotu, která musí být zachována pro použití oleje ve farmaceutických přípravcích. Například je specifikováno složení mastných kyselin triglyceridů, podíl nezmýdelnitelných látek nebo podíl volných mastných kyselin. Lékopisná kvalita se používá i v mnoha dalších oblastech, jako je kosmetický a potravinářský průmysl.
Evropský lékopis obsahuje také záznam o hydrogenovaném arašídovém oleji (Arachidis oleum hydrogenatum). Jedná se o arašídový olej ztužený částečnou hydrogenací. Je to bílá až slabě nažloutlá, měkká hmota, která se při zahřátí rozpouští na širou, světle žlutou kapalinu.

## Použití
Nerafinovaný arašídový olej se používá jako dochucovadlo do pokrmů podobně jako sezamový olej. Rafinovaný arašídový olej se běžně používá ke smažení velkých dávek potravin, jako jsou hranolky. Má také vysoký bod zakouření (227 °C). Nerafinovaný arašídový olej se běžně používá k vaření díky své přirozené chuti a nutričnímu složení.
Nerafinovaný arašídový olej se také používá v kosmetických přípravcích pečujících o pleť pro své hydratační účinky. Často se používá v zálivkách na saláty a marinádách pro svou bohatou oříškovou chuť. Arašídový olej se podobně jako jiné rostlinné oleje používá i při výrobě mýdla procesem zvaným saponifikace. Je ho možné použít i jako masážní olej.

### Bionafta
Na Světové výstavě 1900 v Paříži předvedla společnost Gasmotoren-Fabrik Deutz AG na žádost francouzské vlády, že arašídový olej lze použít jako zdroj paliva pro vznětový motor. Jednalo se o jednu z prvních demonstrací technologie bionafty. Arašídový olej lze filtrovat a umístit do reakční nádrže s methanolem a hydroxidem sodným za vzniku methylesteru, který funguje jako bionafta.

## Nutriční složení
Arašídový olej tvoří z 93 % tuky, složené z kyseliny olejové, mononenasycených mastných kyselin (57 % z celkového množství), kyseliny linolové, polynenasycených mastných kyselin (20 %) a kyseliny palmitové (16 %). Arašídový olej je také zdrojem vitamínu E. Neobsahuje žádné bílkoviny ani sacharidy ani žádné další mikroživiny ve významném množství.
| Název tuku        | Tuky celkem (g) | Nasycené mastné kyseliny (g) | Mononenasycené mastné kyselin (g) | Polynenasycené mastné kyseliny (g) | Bod zakouření (°C) |
| ----------------- | --------------- | ---------------------------- | --------------------------------- | ---------------------------------- | ------------------ |
| Máslo             | 81              | 51                           | 21                                | 3                                  | 150                |
| Řepkový olej      | 100             | 6–7                          | 62–64                             | 24–26                              | 205                |
| Kokosový olej     | 99              | 83                           | 6                                 | 2                                  | 177                |
| Kukuřičný olej    | 100             | 13–14                        | 27–29                             | 52–54                              | 230                |
| Sádlo             | 100             | 39                           | 45                                | 11                                 | 190                |
| Arašídový olej    | 100             | 16                           | 57                                | 20                                 | 225                |
| Olivový olej      | 100             | 13–19                        | 59–74                             | 6–16                               | 190                |
| Rýžový olej       | 100             | 25                           | 38                                | 37                                 | 250                |
| Sójový olej       | 100             | 15                           | 22                                | 57–58                              | 257                |
| Lůj               | 94              | 52                           | 32                                | 3                                  | 200                |
| Ghí               | 99              | 62                           | 29                                | 4                                  | 204                |
| Slunečnicový olej | 93,2            | 8,99                         | 63,4                              | 20,7                               | 225                |

## Zdravotní rizika
Pokud se zanedbá kontrola kvality použitých arašídů, mohou obsahovat plíseň produkující vysoce toxický aflatoxin, který může kontaminovat i z nich vyráběný olej.
Osoby alergické na arašídy mohou konzumovat vysoce rafinovaný arašídový olej, ale měly by se vyhýbat organickému oleji z prvního lisování. Většina vysoce rafinovaných arašídových olejů odstraňuje alergeny z arašídů a bylo prokázáno, že je bezpečný pro většinu jedinců trpících touto alergií. Za studena lisované arašídové oleje však nemusí alergeny odstranit, a proto by mohly být pro osoby s alergií na arašídy nebezpečné.